# Omaha (Arkansas)
Pour les articles homonymes, voir Omaha.
Omaha est une municipalité du comté de Boone, dans l'État de l'Arkansas aux États-Unis.

## Démographie
| 1880 | 1940 | 1950 | 1960 | 1970 | 1980 |
| ---- | ---- | ---- | ---- | ---- | ---- |
| 38   | 146  | 91   | 195  | 160  | 191  |

| 1990 | 2000 | 2010 | - | - | - |
| ---- | ---- | ---- | - | - | - |
| 207  | 165  | 169  | - | - | - |